# Conservatorismo uninazionale
Il conservatorismo uninazionale (in inglese One-nation conservatism, noto anche come uninazionalismo, o democrazia Tory) è una forma di conservatorismo politico britannico che vede la società come organica e apprezza il paternalismo e il pragmatismo. L'espressione "Tory uninazionale" (One-nation Tory) si originò con Benjamin Disraeli (1804–1881), che ricoprì la carica di portavoce principale dei Conservatori e divenne Primo Ministro conservatore nel febbraio 1868. Egli pensò di fare appello direttamente ai membri della classe operaia come soluzione per contrastare il peggioramento delle divisioni nella società. Come filosofia politica, il conservatorismo uninazionale riflette la convinzione che le società esistono e si sviluppano organicamente, e che i membri al loro interno hanno obblighi gli uni verso gli altri. In questo contesto, vi è una particolare enfasi sull'obbligazione paternalistica delle classi superiori verso quelle che si trovano sotto di esse.
L'ideologia caratterizzò fortemente i mandati di Disraeli al governo, durante i quali furono approvate notevoli riforme sociali. Verso la fine del XIX secolo, il partito si allontanò dal paternalismo in favore del capitalismo del libero mercato, ma le paure dell'estremismo nel periodo tra le due guerre mondiali causarono il risveglio del conservatorismo uninazionale. La filosofia continuò ad essere mantenuta dal partito durante tutto il consenso postbellico fino all'ascesa della Nuova Destra, che attribuì al conservatorismo uninazionale i problemi sociali ed economici del paese. David Cameron, leader del Partito Conservatore, nominò Disraeli come il suo conservatore preferito e alcuni commentatori e parlamentari hanno suggerito che l'ideologia di Cameron contenga un elemento di uninazionalismo. Nel suo discorso del Congresso del 2012, Ed Miliband, leader del Partito Laburista, cercò di rivendicare l'espressione e di applicarla ai Laburisti. Da allora in poi è stata usata dal Partito Laburista.

## Filosofia politica

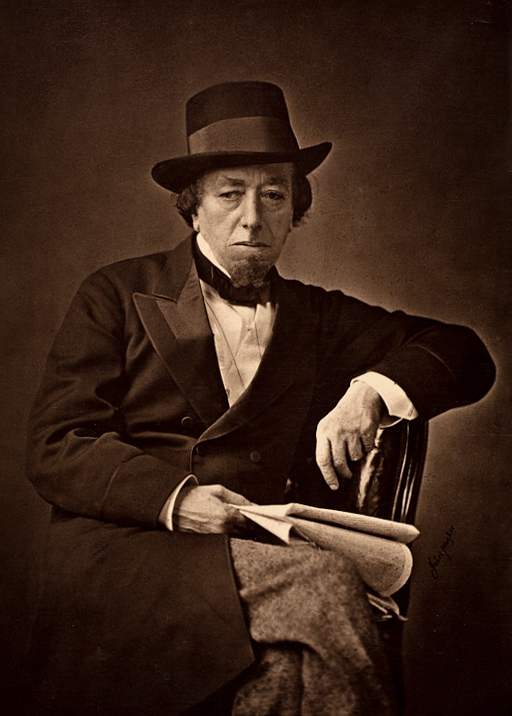
Benjamin Disraeli, ampiamente considerato l'architetto del conservatorismo uninazionale.

Il conservatorismo uninazionale fu concepito per la prima volta dal Primo Ministro conservatore britannico Benjamin Disraeli, che presentò la sua filosofia politica in due romanzi – Sybil, ovvero le due nazioni e Coningsby – pubblicati nel 1845 e nel 1844 rispettivamente. Il conservatorismo di Disraeli proponeva una società paternalistica con le classi sociali intatte ma con la classe operaia che riceve sostegno dal sistema. Egli enfatizzava l'importanza dell'obbligazione sociale piuttosto che l'individualismo che pervadeva la sua società. Disraeli ammoniva che la Gran Bretagna sarebbe diventata divisa in due "nazioni", dei ricchi e dei poveri, come risultato dell'accresciuta industrializzazione e disuguaglianza. Preoccupato di questa divisione, egli sostenne misure per migliorare le vite delle persone per fornire sostegno sociale e proteggere le classi operaie.
Disraeli giustificava le sue idee mediante la sua credenza in una società organica nella quale le diverse classi hanno obblighi naturali l'una verso l'altra. Egli vedeva la società come naturalmente gerarchica ed enfatizzava l'obbligazione di quelle in cima verso quelle in basso. Questo si basava sul concetto feudale di noblesse oblige, che asseriva che l'aristocrazia aveva un obbligo di essere generosi e onorevoli; per Disraeli, questo implicava che il governo dovesse essere paternalistica. Diversamente dalla Nuova Destra, il conservatorismo uninazionale prende un approccio pragmatico e non ideologico alla politica e accetta il bisogno di politiche flessibili; i conservatori uninazionali hanno spesso cercato il compromesso con i loro avversari ideologici per amore della stabilità sociale. Disraeli giustificava le sue opinioni sostenendo pragmaticamente che, se la classe dominante dovesse diventare indifferente alla sofferenza delle persone, la società diventerebbe instabile e la rivoluzione sociale una possibilità.

## Storia
Benjamin Disraeli adottò il conservatorismo uninazionale per ragioni sia etiche che elettorali. Prima di diventare capo del Partito Conservatore, Disraeli aveva annunciato che, in conseguenza della Legge di riforma (Reform Act) del 1867 che aveva concesso il diritto di voto alla classe operaia maschile, il partito doveva perseguire riforme sociali se voleva avere successo elettorale. L'uninazionalismo avrebbe sia migliorato le condizioni dei poveri sia dipinto i membri del Partito Liberale come individualisti egoisti. Poiché il partito si dipingeva come un partito nazionale (e non basato sulle classi), i suoi membri erano incerti se fare appelli specifici alle classi operaie. Un approccio più positivo verso la classe operaia da parte del partito si sviluppò in seguito a causa della necessità elettorale di assicurarsi i voti della stessa classe operaia.
Mentre era al governo, Disraeli presiedette a una serie di riforme sociali che sostenevano la sua politica uninazionale e miravano a creare una gerarchia benevola. Egli nominò una Commissione Reale per valutare lo stato della legislazione tra i datori di lavoro e i dipendenti, il cui risultato spinse Richard Cross ad approvare la "Legge sui datori di lavoro e i lavoratori" (Employers and Workmen Act) del 1875. Questa legge rese entrambe le parti dell'industria uguali di fronte alla legge e l'inadempienza contrattuale un illecito civile, piuttosto che penale. Nello stesso anno Cross approvò anche la "Legge sulla cospirazione e la protezione della proprietà" (Conspiracy, and Protection of Property Act) che consacrò il diritto di sciopero dei lavoratori garantendo che gli atti compiuti da un gruppo di lavoratori non potessero incriminati come cospirazione.
Verso la fine del XIX secolo, i Conservatori si erano allontanati dalla loro ideologia uninazionale ed erano sempre più sostenitori del capitalismo e della libera impresa. Durante il periodo interbellico, la paura pubblica del comunismo riportò il Partito Conservatore all'uninazionalismo poiché si definiva come il partito dell'unità nazionale e cominciava a sostenere riforme moderata. Quando in Gran Bretagna furono avvertiti gli effetti della Grande depressione, il partito fu trascinato verso livelli ancora maggiori di intervento statale. I Primi Ministri conservatori Neville Chamberlain e Stanley Baldwin perseguirono uno stile di conservatorismo interventista che ottenne loro il sostegno democratico a causa del suo vasto richiamo elettorale. Durante tutto il consenso postbellico degli anni 1950 e '60, il Partito Conservatore fu dominato dai conservatori uninazionali le cui idee furono ispirate da Disraeli. Le politiche sociali ed economiche del consenso attiravano il paternalismo del conservatorismo uninazionale perché sembravano portare prosperità e alleviare problemi sociali come la povertà e la malattia; ciò fu sviluppato intellettualmente dal movimento del "nuovo conservatorismo", guidato da Rab Butler. Il nuovo conservatorismo tentò di distinguersi dal socialismo di Anthony Crosland concentrando l'assistenza sociale su quelli che sono nel bisogno ed incoraggiando la gente ad aiutarsi, piuttosto che ad alimentare la dipendenza dallo stato.
Fino alla metà degli anni 1970, il Partito Conservatore fu controllato per la maggior parte dai conservatori uninazionali. L'ascesa della Nuova Destra nella politica conservatrice portò a una critica del conservatorismo uninazionale che sosteneva che l'economia keynesiana e l'assistenzialismo avevano danneggiato l'economia e la società. L'inverno del malcontento del 1978–79 fu dipinto dalla Nuova Destra come emblematico dell'eccessiva estensione dello stato. Figure quali Margaret Thatcher credevano che, per invertire il declino nazionale, fosse necessario risvegliare gli antichi valori dell'individualismo e sfidare la cultura della dipendenza creata dallo stato sociale.
Il manifesto del Partito Conservatore del 2010 conteneva una sezione su "Conservatorismo unimondiale" (One World Conservatism) — un impegno a spendere lo 0,7% del reddito nazionale in aiuti ben mirati — e David Cameron, l'attuale leader del partito e Primo MInistro britannico, citò Disraeli come suo conservatore preferito. Nel 2006, il deputato conservatore Andrew Tyrie pubblicò un libello che sosteneva che Cameron stesse seguendo il sentiero uninazionale di Disraeli. Phillip Blond, un teorico politico britannico che ha avuto in passato legami con il Partito Conservatore, ha proposto una versione rinnovata del conservatorismo uninazionale.
Il sindaco di Londra Boris Johnson spiegò la sua filosofia politica nel 2010: